# Kowalevskaiidae
Kowalevskaiidae – rodzina ogonic z rzędu Copelata.
U K. tenuis długość ciała bez ogona wynosi do 1,1 mm, zaś ogon jest 7-10 razy dłuższy od ciała. U K. oceanica długość ciała wynosi do 3 mm, ogon jest od niego 4-5 razy dłuższy.
Do rodziny zalicza się jeden rodzaj z następującymi gatunkami:
- Rodzaj: Kowalevskia
  - Kowalevskia oceanica
  - Kowalevskia tenuis